# Byron Rojas
Byron Rojas (* 23. Juni 1990 in Matagalpa, Nicaragua als Byron Hasael Rojas Hernandez) ist ein nicaraguanischer Boxer im Strohgewicht und aktueller WBA-Superchampion und Weltmeister des kleinen, wenig bedeutsamen Verbandes IBO.

## Profikarriere
In seinem Profidebüt boxte der Normalausleger gegen Carlos Manzanares über vier Runden unentschieden. Im Jahre 2012 verlor er sowohl gegen Luis Rios als auch gegen Roger Collado in Kämpfen über sechs Runden jeweils durch geteilte Punktentscheidung. 
Am 19. März im Jahre 2016 nahm Rojas dem Südafrikaner Hekkie Budler durch einen einstimmigen Punktsieg, indem alle drei Punktrichter 115:113 werteten, die Weltmeistertitel WBA und IBO ab.